# Heinzebank
Heinzebank ist ein Ortsteil der Stadt Wolkenstein im sächsischen Erzgebirgskreis.

## Geografie

### Lage
Heinzebank liegt zwischen Zschopau und Marienberg im Erzgebirge, an der Kreuzung der Bundesstraßen 101 und 174 und etwa auf der Wasserscheide zwischen Zschopau und Flöha.

### Nachbarorte
| Großolbersdorf |                                             |            |
|                | Kompassrose, die auf Nachbargemeinden zeigt | Lauterbach |
| Hilmersdorf    |                                             | Lauta      |

## Geschichte

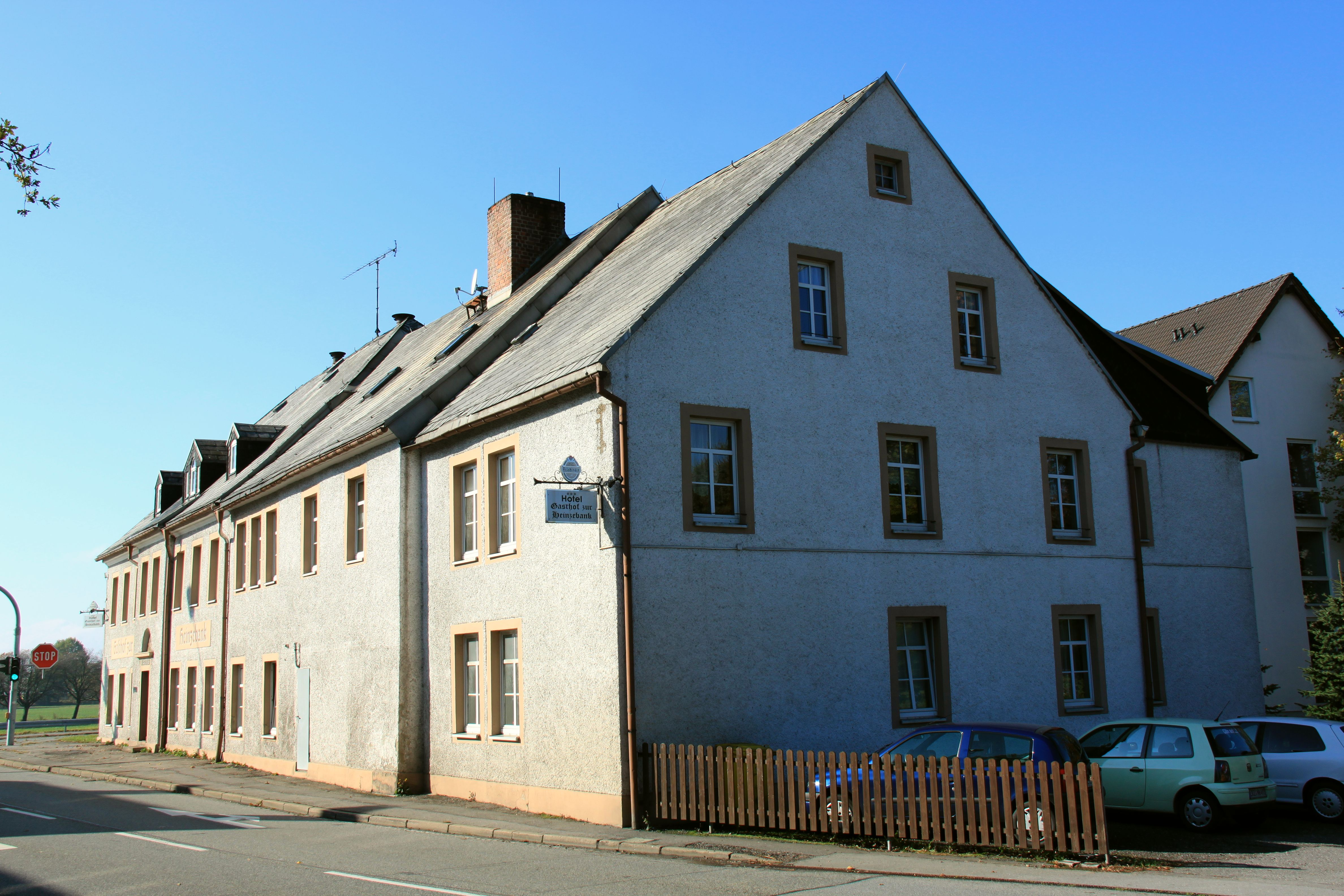
Gasthof Heinzebank

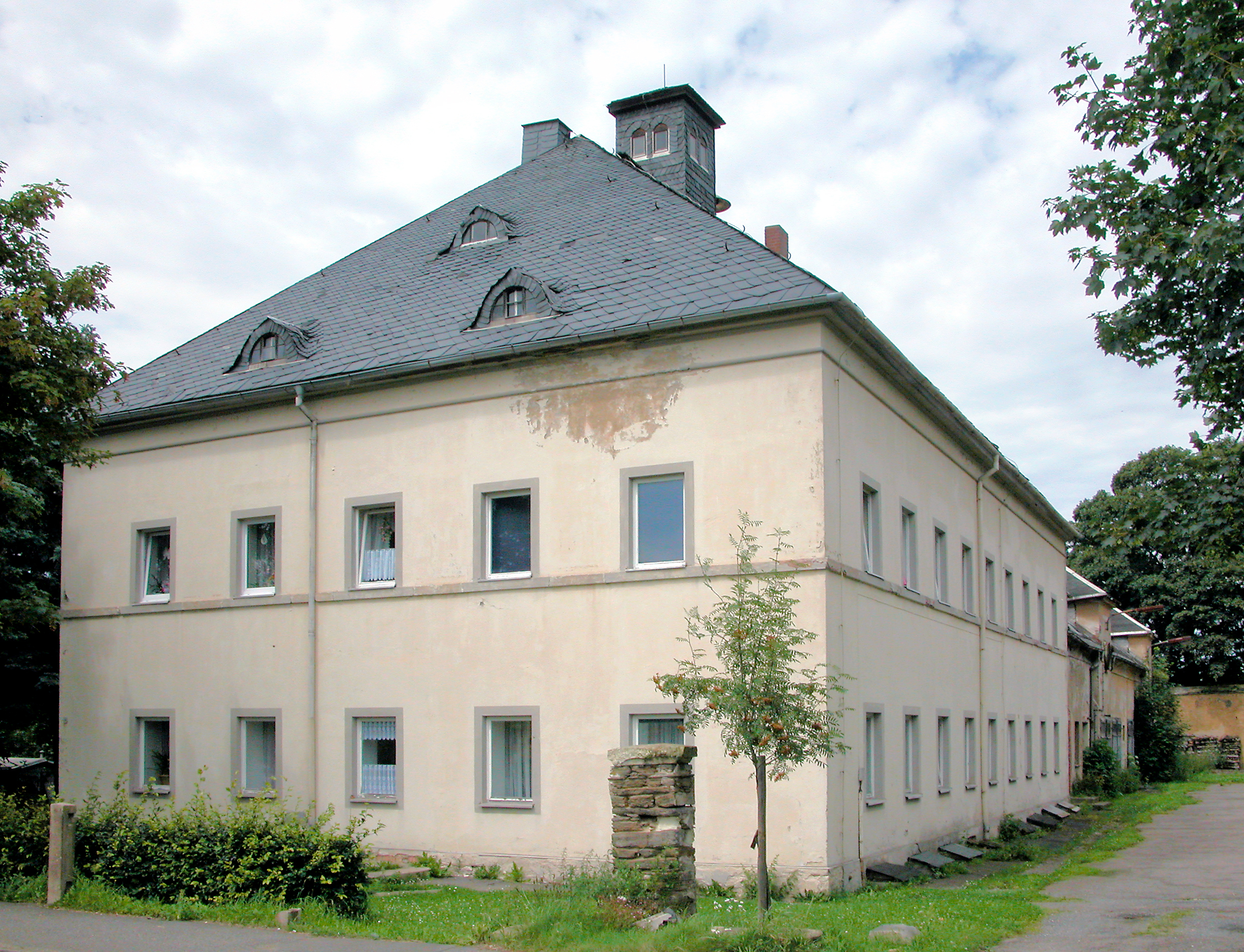
Rittergut Heinzebank zu Hilmersdorf, Herrenhaus 2009

1543 wurde ein Wolkensteiner Bürger namens „Heintz“ von der Witwe Herzog Heinrichs mit einem Platz am Lengefelder Wald (Lautenhain) belehnt, aus diesem Jahr datiert ebenfalls die erstmalige Bezeichnung als Heintzbangk. 1551 wurde die Heintzebangk als Schenke mit Ausspanne errichtet. Zur Heinzebank heißt es im Werk „Neue Sächsische Kirchengalerie“: 

„Gern und oft – zuweilen ganze Sommer lang – schlug Heinrich der Fromme im Schlosse zu Wolkenstein sein Sommerlager auf, um hier oder in der Umgebung der Jagd zu obliegen. Von solch einem Aufenthalte rührt auch die Entstehung der Heinzebank bei Hilmersdorf, einem im Jahre 1586 gegründeten Mannlehnrittergute her, indem Heinrich der Fromme, im Volksmund kurz Heinz oder Heinze genannt, auf der dasigen die herrliche Aussicht bietenden Höhe eine Bank d. h. einen Ruheplatz, ein Lust- oder Jagdhaus hatte errichten lassen, wo er besonders bei der Jagd gern zu frühstücken pflegte [Anmerk.: An anderer Stelle heißt es zudem: »[…] weilte der Herzog gar oftmals, um entweder der Jagd obzuliegen, dem Bergbau zuzuschauen oder den Ausblick auf sein schönes, tal- und höhenreiches Land zu genießen.«]. Man nannte die Bank daher Heinrichsbank oder Heinzbank.“

August Schumann beschreibt 1816 im Staatslexikon von Sachsen Heinzebank u. a. so: 

„Das Gut steht unmittelbar unter dem Amte, gehet in Dresden zur Lehen, hat 20 Einwohner, 18 Kühe und 140 Schafe. Zu Heinzebank ist eine Chaussee-Einnahme und eine Amtsgeleits- und Acciseeinnahme des Amtes Wolkenstein.“

Das Lehngut wurde 1887 an den Staatsfiskus verkauft und Sitz des Forstmeisters des Forstreviers Heinzebank. Im Zusammenhang mit dem Bau der Neunzehnhainer Talsperre wurde 1905 die Buschmühle im Heinzewald abgerissen.
Ungeklärt ist, ob der Name „Heinzebank“ auf eine Kurzform von „Heinrichsbank“ zurückgeht oder eine Verballhornung darstellt, die auf den 1543 belehnten Wolkensteiner Bürger „Heintz“ anspielt.
Noch heute steht an dieser Stelle das Hotelrestaurant „Zur Heinzebank“, das zu den ältesten Gasthäusern Sachsens zählt.
Am 1. Januar 1999 erfolgte der Zusammenschluss der bis dahin eigenständigen Gemeinden Falkenbach, Gehringswalde, Hilmersdorf und Schönbrunn mit der Stadt Wolkenstein, Heinzebank wurde ein Ortsteil von Wolkenstein.

## Entwicklung der Einwohnerzahl
| Jahr | Einwohnerzahl             |
| ---- | ------------------------- |
| 1553 | 1 besessener Mann, 1 Hufe |
| 1764 | Lehngut mit 1 ½ Hufen     |
| 1875 | 32                        |

## Weiteres
Das nordöstlich der Heinzebank liegende große Waldstück ist ein beliebtes Ausflugsziel mit zahlreichen Wanderwegen (Bornwald, Talsperren Neunzehnhain I und II).